# Opozorilnik na radar
Opozorilnik na radar (angleško Radar warning receiver - RWR) je elektronska naprava, ki zazna radijske (radarske) žarke izhajajoče iz radarja - v bistvu pove kdaj je objekt "osvetljen" z radarjem. 
RWR sistemi so nameščeni na letalih, helikopterjih, ladjah, lahko tudi v avtomobilu. V slednjem primeru opozorijo uporabnika pred policijskim radarjem, ki meri hitrost. 
Preprostejši sistemi samo zaznajo radarske žarke, bolj sofisticirani npr. na lovskih letalih, pa lahko podajo tudi moč, fazo in tipa žarka. Obstajajo tudi  "LPIR" radarji, ki jih je zelo težko zaznati z opozorilniki. 

## Primeri opozorlnikov na radarje
- ALR-2002 Avstralija, preklican projekt
- ALR-400 Španija, nameščen na EF-18A/B Hornet, Airbus A400M, C-295, CH-47 Chinook, Cougar, TIGER, NH90, CH-53
- AN/APR-39 ZDA, nameščen na AH-1, AH-64 Apache, CH-46 Sea Knight, CH-47 Chinook, CH-53, EH-60 Black Hawk, KC-130 Hercules, CH-47 Chinook, MH-60 Black Hawk, OH-58]], OV-1 Mohawk, RC-12, RV-1 Mohawk, UH-1 Iroquois, UH-60 Black Hawk, V-22 Osprey
- AN/ALR-46 ZDA, nameščen na F-4 Phantom II, RF-4 Phantom II, F-5 Freedom Fighter, B-52G
- AN/ALR-56 ZDA, nameščen na F-15 Eagle, F-16 Fighting Falcon block 50 in 52, Kanada; CC-130 Hercules
- AN/ALR-66 ZDA, nameščen na P-3 Orion
- AN/ALR-67 ZDA, nameščen AV-8B Harrier II, F-14 Tomcat, F/A-18 Hornet, F/A-18E/F Super Hornet, EA-6B Prowler, Kanada; CF-18 Hornet
- AN/ALR-69 ZDA, nameščen na B-52 Stratofortress, nima sistema Frequency Selective Receiver Capabilities (FSRS), A-10 Thunderbolt II, AC-130 Spectre, F-16 Fighting Falcon, HH-53, MC-130, F-4E Phantom II.
- AN/ALR-76 ZDA, nameščen na S-3 Viking, Lockheed EP-3
- AN/ALR-94 ZDA, nameščen na F-22)
- ARI 18223 Nameščen na britanskih letalih, npr Jaguar Mk.1)
- BOW-21 Švedska, nameščen na JAS 39 Gripen, Nemčija; Panavia Tornado
- L-150 Pastel, Sovjetski sistem
- Sirena Sovjetski sistem
- SkyGuardian 2000 EH-101, Tornado
- SPO-15 Berjoza Indija. MiG-29 Fulcrum, Rusija; Su-27SK Flanker-B, Kitajska; Šenjang J-11
- SPS-1000V5 Portugalska; F-16 Fighting Falcon, C-295M
- Tarang Indija MiG-27 Flogger, LCA Tejas, Jaguar, Su-30MKI Flanker